# NGC 829
NGC 829 este o radiogalaxie situată în constelația Balena. A fost descoperită în 23 septembrie 1865 de către Heinrich Louis d'Arrest. Se află la o distanță de 54,11 de megaparseci de Pământ.